# Хамсин
Хамси́н (араб. خمسين‎ — «пятьдесят») или хамасин (араб. خماسين‎) — сухой, изнуряюще жаркий местный ветер южных направлений на северо-востоке Африки (Египет, Судан) и в странах Ближнего Востока (см. Климат Израиля). Температура воздуха нередко превышает +40  °C, при штормовой силе ветра.
Этот ветер обычно наблюдается после весеннего равноденствия в течение периода, продолжающегося в среднем не более 50 дней. В редких случаях он начинается в феврале и прекращается в июне. Ветры аналогичного характера, но в другие времена года называются «шара́в».
Хамсин возникает в передних частях циклонов, перемещающихся из пустынь Северной Африки, поэтому он может быть насыщен песком и пылью.